# The Yes Men
The Yes Men is een Amerikaanse groep politiek activisten die werken volgens het principe van culture jamming. Ze werkt aan identiteitscorrectie door zich voor te doen als invloedrijke figuren en woordvoerders van belangrijke organisaties of bedrijven zoals de Wereldhandelsorganisatie, McDonald's, Dow Chemical, ExxonMobil en het Amerikaanse ministerie van Volkshuisvesting. De groep ontwerpt en onderhoudt nepwebsites, die lijken op de websites die ze wil parodiëren. Vervolgens accepteert de groep uitnodigingen die ze op deze websites ontvangt, om te spreken op conferenties, symposia en televisieprogramma's. De groep bedient zich daar vaak van satire: terwijl ze zich voordoen als invloedrijke personen, maken ze schokkende, denigrerende en absurde opmerkingen over arbeiders en consumenten. Soms kondigt de groep een droomscenario voor antiglobalisten aan, zoals de opheffing van de Wereldhandelsorganisatie en de schadeloosstelling van de slachtoffers van de giframp in Bhopal.
De groep bestaat uit Jacques Servin en Igor Vamos, die opereren onder verschillende aliassen. Hun activiteiten zijn vastgelegd in de documentairefilms The Yes Men (2003), The Yes Men Fix the World (2009) en The Yes Men Are Revolting (2014, coproductie van o.a. VPRO, Pieter van Huystee Film, ZDF en ARTE) en het boek The Yes Men: The True Story of the End of the World Trade Organization (ISBN 0-9729529-9-3).